# Mstislaw II.

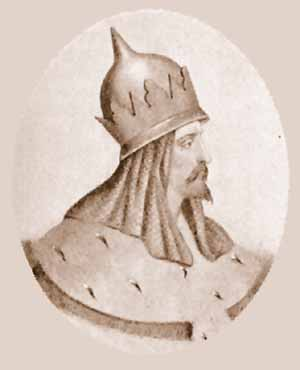
Mstislaw II.

Mstislaw II. von Kiew (ukrainisch Мстислав Ізяславич, russisch Мстислав Изяславич; † 1170) war Fürst von Perejaslaw und Wolhynien sowie Großfürst von Kiew (1167–1169).
Er war der Sohn von Isjaslaw II. (russisch Изяслав II Мстиславич). Aus seiner Ehe mit Agnes von Polen, Tochter des polnischen Herrschers Bolesław III. Schiefmund und der Salome von Berg, entstammte Roman von Halytsch.
Siehe auch: Kiewer Rus, Geschichte Russlands, Geschichte der Ukraine, Geschichte von Belarus, Zar